# كارلوس غيريرو
كارلوس غيريرو (بالإسبانية: Carlos Guerrero)‏ هو لاعب رماية مكسيكي، ولد في 1891 في Valle de Santiago ‏ في المكسيك، وتوفي في القرن العشرين.

## وصلات خارجية
- كارلوس غيريرو على موقع أوليمبيديا (الإنجليزية)